# الهارب (رواية)
الهارب هي عمل روائي للكاتب الأمريكي ستيفن كينغ،
إنه العام 2025 ولقد تطور تلفزيون الواقع إلى حد مراهنة المشتركين على حياتهم لقاء إمكانية حصولهم على ثروة ضخمة. بن ريتشاردز في وضع مالي يائس، وهو بحاجة إلى المال لمعالجة مرض ابنته الطفلة. ملاذه الأخير الاشتراك في برنامج مباريات تلفزيونية اسمه "الهارب"، حيث الهدف هو مراوغة رجال الشرطة والاستقصاء الذين يلاحقونه لشهر كامل. الجائزة هي بليون دولار أميركي. المشكلة أن جميع سكان كوكب الأرض يتابعونه وهم على استعداد للقبض عليه وتسليمه مقابل مكافأة مالية.

## حبكة الرواية
في عام 2025، أصبح الاقتصاد العالمي في حالة من الفوضى وأصبحت أمريكا دولة شمولية فاسدة. بن ريتشاردز، أحد السكان الفقراء في مدينة تعاونية خيالية، غير قادر على العثور على عمل، بعد أن أُدرج في القائمة السوداء من مهنته. تحتاج ابنته كاثي المصابة بمرضٍ خطير إلى الأدوية، ولجأت زوجته شيلا إلى الدعارة لجلب المال إلى الأسرة. في يأسٍ، يلجأ ريتشاردز إلى شبكة الألعاب، وهي محطة تلفزيونية تديرها الحكومة وتدير برامج مسابقات عنيفة. بعد إجراء اختبارات جسدية وعقلية صارمة، يُختار ريتشاردز لظهوره في برنامج «الهارب»، البرنامج الأكثر ربحًا وشعبيةً وخطورة في الشبكة. يلتقي دان كيليان، المنتج التنفيذي للبرنامج، الذي يصور التحديات التي سيواجهها فور بدء اللعبة.
يُعلن المتسابق عدوًا للدولة ويُطلق سراحه قبل بداية اللعب لمدة 12 ساعة قبل إرسال القناصين، وهو فريق من القتلة الماهرين العاملين في الشبكة، لقتله. يكسب المتسابق 100 دولار في الساعة التي يبقى فيها على قيد الحياة ويتجنب التقاطه، ومبلغ إضافي قدره 100 دولار مقابل قتله لكل موظف إنفاذ القانون أو قناص، وجائزة كبرى قدرها مليار دولار إذا ظل على قيد الحياة لمدة 30 يومًا. يمكن للمشاهدين الحصول على مكافآت نقدية لإبلاغ الشبكة بمكان وجود الهارب. يُمنح الهارب 4800 دولار وكاميرا فيديو جيب قبل أن يغادر الاستوديو. يمكنه السفر إلى أي مكان في العالم، وفي كل يوم يجب عليه تصوير رسالتين وإرسالها بالبريد إلى الاستوديو للبث. إذا أهمل إرسال الرسائل، فسيُحتجز في حالة عدم التقيد بعقد الألعاب وتوقف عن تجميع أموال الجائزة، ولكن سيظل مطاردًا إلى أجلٍ غير مسمى. يذكر كيليان أنه لم ينجَ أي متسابق لفترة طويلة بما فيه الكفاية للمطالبة بالجائزة الكبرى، ولا يتوقع أن يقوم أي شخص بذلك. يأمل ريتشاردز ببساطة أن يبقى على قيد الحياة لمدة طويلة بما يكفي لتأمين مستقبل عائلته بأموال الجائزة.
مع بدء اللعبة، يحصل ريتشاردز على سجلات هوية مزيفة وكاذبة، ويسافر أولًا إلى مدينة نيويورك ثم إلى بوسطن. في بوسطن، يُتتيَّع من قبل القناصين وهو يهرب بصعوبة، ما أدى إلى انفجار في الطابق السفلي لمبنى جمعية الشبان المسيحيين والذي يؤدي إلى مقتل خمسة من ضباط الشرطة. يتسلل عبر أنبوب الصرف الصحي ويخرج في حي اليهود الفقير بالمدينة، حيث يلجأ إلى أحد أفراد العصابة برادلي ثروكمورتون وعائلته. ويفهم ريتشاردز من برادلي أن الهواء ملوث بشدة وأن فقراء المدينة أصبحوا طبقة دنيا دائمة. يقول برادلي أيضًا أن الشبكة موجودة فقط كآلة دعاية لتهدئة وتشتيت انتباه الجمهور. يحاول ريتشاردز دمج هذه المعلومات في رسائل الفيديو الخاصة به، ولكنه يجد أن الشبكة تدمج مع صوته كلام بذيء وتهديدات أثناء البث.
يهرب برادلي ريتشاردز عبر نقطة تفتيش حكومية إلى مانشستر، نيوهامبشير، حيث يتنكر بأنه كاهن نصف أعمى. بالإضافة إلى ذلك، يزود برادلي ريتشاردز بمجموعة من الملصقات البريدية لشرائط الفيديو الخاصة به والتي ستترك الشبكة عاجزة عن تعقبه من خلال علاماتهم البريدية. بينما يقضي ثلاثة أيام في مانشستر، يكتشف ريتشاردز أن متسابق آخر قُتل، وهو يحلم بأن برادلي قد خانه بعد تعرضه للتعذيب. يسافر إلى منزل آمن يملكه صديق لبرادلي في بورتلاند بولاية مين، ولكن أبلغت والدة مالك المنزل عن ذلك. مع اقتراب الشرطة والقناصين من المنزل الآمن، أُصيب ريتشاردز، لكنه يتمكن من الهرب ويقضي الليل نائمًا في موقع بناء مهجور. صباح اليوم التالي، وبعد الترتيب لإرسال شرائط الفيديو الخاصة به، يختطف ريتشاردز امرأة بسيارتها تدعى أميليا ويليامز ويأخذها رهينة. ينبه وسائل الإعلام إلى وجوده، وقال إنه في طريقه إلى مطار في ديري. تواجه الشرطة ريتشاردز، لكنه يضلّهم بالذهاب إلى الطائرة معهما كليهما ومع رئيس القناصين، إيفان ماكون، من خلال التظاهر بأنه يحمل شحنة متفجرة قوية بما يكفي لتدمير المنشأة بأكملها. بحلول هذا الوقت، حطم ريتشاردز سجل البقاء على قيد الحياة للرجل «الهارب» لمدة ثمانية أيام وخمس ساعات.
يأخذ ريتشاردز ماكون وأميليا كرهائن ويطير بالطائرة فوق مناطق مأهولة بالسكان لتجنب إسقاط صاروخ أرض-جو. ومع ذلك، يقوم كيليان باستدعاء ريتشاردز على متن الطائرة ويكشف أنه يعرف أن ريتشاردز ليس لديه متفجرات، لأن النظام الأمني للطائرة كان سيكشفهم. لمفاجأة ريتشاردز، يقدم له كيليان فرصة ليحل محل ماكون بمثابة رئيس القناصين. ريتشاردز متردد في قبول العرض، قلقًا من أن عائلته ستصبح هدفًا. ثم أخبره كيليان أن شيلا وكاثي قُتلا قبل عشرة أيام، قبل ظهور ريتشاردز لأول مرة في العرض، ومنحه بعض الوقت لاتخاذ قراره. يغفو ريتشاردز ويحلم بأسرته المقتولة ومسرح الجريمة الشنيع. مع عدم بقاء أي شيء ليخسره، فإنه يتصل بكيليان مرة أخرى ويقبل العرض. فهو يقتل عندها طاقم الطائرة وماكون، ولكنه يعاني من إصابة مميتة من جراء إطلاق النار. يسمح ريتشاردز لأميليا بالقفز من الطائرة بمظلة، ثم يستخدم قوته الأخيرة لتجاوز القيادة الآلية والطيران باتجاه ناطحة السحاب التي تعمل بصفتها مقر لشبكة الألعاب.
وينتهي الكتاب بتحطم الطائرة في البرج، ما أدى إلى مقتل ريتشاردز وكيليان. تُغلق الرواية مع الوصف، «...وقد أمطرت نيرانًا على بعد عشرين بناءً».

## وصلات خارجية
- صفحة رواية الهارب على موقع جود ريدز